# Mausoleo Rothschild
El Mausoleo Rothschild (en inglés: Rothschild Mausoleum) es un mausoleo en el cementerio judío en el West Ham, en Londres, Inglaterra, en el Reino Unido. 
De forma circular, en forma de cúpula, el mausoleo fue construido en 1866 por Ferdinand James von Rothschild para su difunta esposa Evelina de Rothschild, que murió al dar a luz a los 27 años. El arquitecto fue Matthew Digby Wyatt. Está formado de mármol en estilo renacimiento. Nikolaus Pevsner describe la "cúpula de detalle del siglo XVIII sobre columnas corintias unidas" y alaba la herrería y la talla en piedra, que calificó de digna por "la atención del detalle a mediados de la época victoriana."